# 附則
附則（ふそく）とは、法令において、付随的な事項を定めた部分のこと。これ以外の部分を本則という。付則と記述される場合もある。

## 内容
法令の施行期日や経過措置、関係法令の改廃等に関する事項が定められることが多い。
あくまで本則に付随するものであることから、本則と関係のない事項を規定することはない。

## 形式
法令は本則と附則で構成される。
本則と同様、附則も条又は項の形式で定められる。
一つの本則に対して一つの附則が定められる。
既存の法令を一部改正する場合、一部改正法令を新たに成立させることになる。一部改正法令はそれ自体が一つの法令であり、既存の改正対象法令(本法)と同様、本則と附則で構成される。改正対象法令の附則を原始附則(本法附則)、一部改正法令の附則を改正附則と呼んで対比する場合がある。
一部改正法令が施行された場合、改正附則中の改正規定(次節の6.が該当する)及び本則全て(併せて、いわゆる「改め文」)は既存の改正対象法令(本法)の中に「溶け込んで」、実質的には、改正附則のうち施行期日等を定めた部分だけが意味を成すことになる。既存の改正対象法令(本法)と一部改正法令は全く別個の法令ではあるが、一般の法令集では編集の便宜から、(本法の)法本則、原始附則(本法附則)、改正附則のみが、この順で掲載されることが多い。

## 配置
附則の規定は次の順序で配置される。
1. 施行期日に関する規定
2. 当該法令の施行地域を限定する規定又は有効期間を定める規定
3. 当該法令の制定に伴って廃止すべき法令がある場合の、その廃止の規定
4. 当該法令の各規定の適用関係に関する規定
5. その他の経過措置に関する規定
6. 当該法令に関連して他の法令を一部改正する必要がある場合の、当該他の法令を改正する規定
7. 他の法令を改正する規定に伴う経過措置に関する規定